# Les Loges-Margueron
Les Loges-Margueron è un comune francese di 274 abitanti situato nel dipartimento dell'Aube nella regione del Grand Est.

## Società

### Evoluzione demografica
Abitanti censiti